# Ahmad Ismáíl Alí
Ahmad Ismáíl Alí (14. října 1917, Káhira – 26. prosince 1974, Londýn) byl egyptský maršál, vrchní velitel egyptské armády a egyptský ministr obrany během jomkipurské války. Známý je svým podílem na plánování úvodní fáze jomkipurské války, operace Badr.

## Vojenská kariéra
V roce 1938 absolvoval egyptskou Královskou vojenskou akademii a nastoupil do pěšího pluku. Druhou světovou válku absolvoval na straně Spojenců. Jako velitel pěšího praporu se zúčastnil v roce 1948 války proti Izraeli, v roce 1956 bojoval proti britsko-francouzsko-izraelské alianci v suezské válce. V roce 1967, již na pozici velitele divize absolvoval šestidenní válku. Poté byl jmenován velitelem operačního úřadu egyptské armády, kde působil do března 1969, kdy byl jmenován náčelníkem generálního štábu egyptské armády. Po prohrách, které egyptská armáda utrpěla během opotřebovací války byl prezidentem Gamálem Násirem ze své funkce odvolán.
V roce 1970 byl Násirovým nástupcem Anvarem Sádátem jmenován do funkce ředitele egyptské zpravodajské služby Muchabarat. V roce 1972 úspěšně potlačil pokus o svržení prezidenta Sádáta. Následně nahradil ve funkci ministra obrany Muhameda Ahmeda Sadeka. Je mu připisován podíl na kvalitativním vzrůstu egyptské armády a zvýšení její bojeschopnosti, což se projevilo během jomkipurské války. V roce 1973 byl jmenován maršálem.
Zemřel 26. prosince 1974 na rakovinu.

## Dosažené vojenské vzdělání
Kromě absolvování egyptské Královské vojenské akademie asolvoval Frunzeho vojenskou akademii v SSSR a vojenský výcvik ve Velké Británii.